# В тяжку хвилину
«В тяжку хвилину» (рос. «В трудную минуту») — радянський короткометражний фільм 1968 року, знятий режисером Альбертом Мкртчяном на кіностудії «Мосфільм». Фільм знятий на замовлення Головного управління Державного страхування РРФСР.

## Сюжет
В день весілля у нареченого трапляється пожежа. Згорає будинок, в якому повинні були жити молоді, і все майно. У важку хвилину на допомогу приходить Держстрах, виплативши постраждалим молодятам велику грошову компенсацію…

## У ролях
- Михайло Пуговкін — Гнат Тимофійович, голова колгоспу
- Павло Винник — Іван Петрович, голова колгоспу
- Алла Мещерякова — Наталія, наречена
- Анатолій Голик — Микола, наречений
- Олександр Лебедєв — Мішка Коропцов, колгоспний шофер
- Іван Косих — гармоніст
- Наталія Крачковська — касир

## Знімальна група
- Режисер — Альберт Мкртчян
- Сценарист — А. Орлова
- Оператор — Михайло Коропцов
- Композитор — Геннадій Савельєв
- Художник — Петро Веременко